# Politique étrangère des États fédérés de Micronésie
La politique étrangère des États fédérés de Micronésie est la politique menée par les États fédérés de Micronésie vis-à-vis des autres pays en vue de favoriser ses intérêts géostratégiques, politiques et économiques.

## Relations diplomatiques régionales
La coopération régionale, à travers diverses organisations multilatérales, est un élément clé de la politique étrangère des États fédérés de Micronésie. Le pays est membre à part entière du Forum des îles du Pacifique, de la Commission du Pacifique Sud pour les géosciences appliquées (en), du Programme régional océanien de l’environnement et de la Communauté du Pacifique. Le pays est également l'un des huit signataires de l'Accord de Nauru relatif à la coopération dans la gestion des pêcheries d'intérêt commun qui contrôle collectivement, en 2011, 25 à 30 % de l'offre mondiale de thonidés et environ 60 % de l'offre de thonidés du Pacifique occidental et central.

## Relations diplomatiques extra-régionales

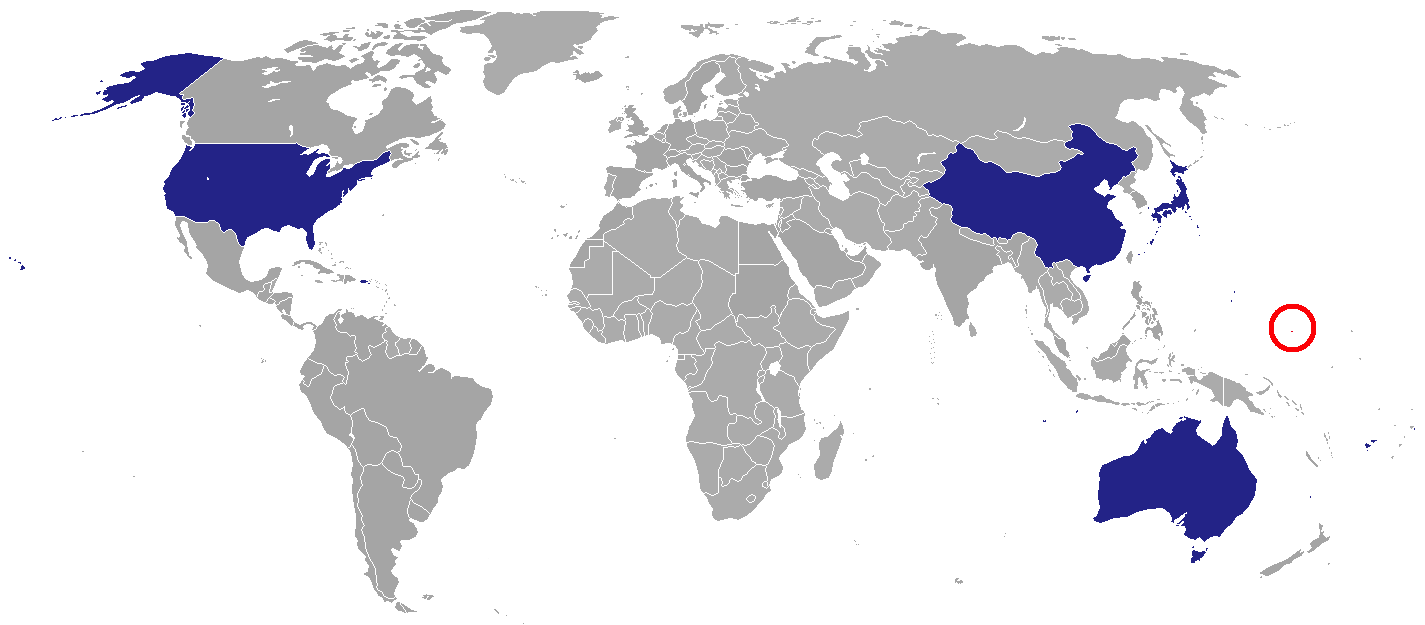
Missions diplomatiques des États fédérés de Micronésie

Les États fédérés de Micronésie ont établi des relations diplomatiques avec 76 États, le Saint-Siège, l'ordre souverain de Malte et l'Union européenne,.
Le pays a installé une mission diplomatique dans quatre pays. Aux États-Unis, l'ambassade est sise à Washington. Des consulats généraux sont présents à Honolulu à Hawaï et à Tamuning à Guam. Des ambassades sont également localisées à Pékin en Chine, à Tokyo au Japon et à Suva aux Fidji. Les États fédérés de Micronésie entretiennent une mission au siège de l'ONU à New York.
Quatre pays ont une ambassade aux États fédérés de Micronésie : l'Australie, les États-Unis, la Chine et le Japon. Huit autres, le Canada, la Corée du sud, l'Espagne, la France, Israël, la Nouvelle-Zélande, la Papouasie-Nouvelle-Guinée et le Royaume-Uni ont un ambassadeur non résident.
Depuis son indépendance et jusqu'en 2014, les États fédérés de Micronésie ont reçu un total de 737 000 000 $ d'aides de la part des pays membres de l'OECD, dont notamment la Chine, mais Cuba et l'Inde non compris. L'aide extérieure représente plus de 60 % des ressources gouvernementales durant les années 1990 et les années 2000.

### Australie

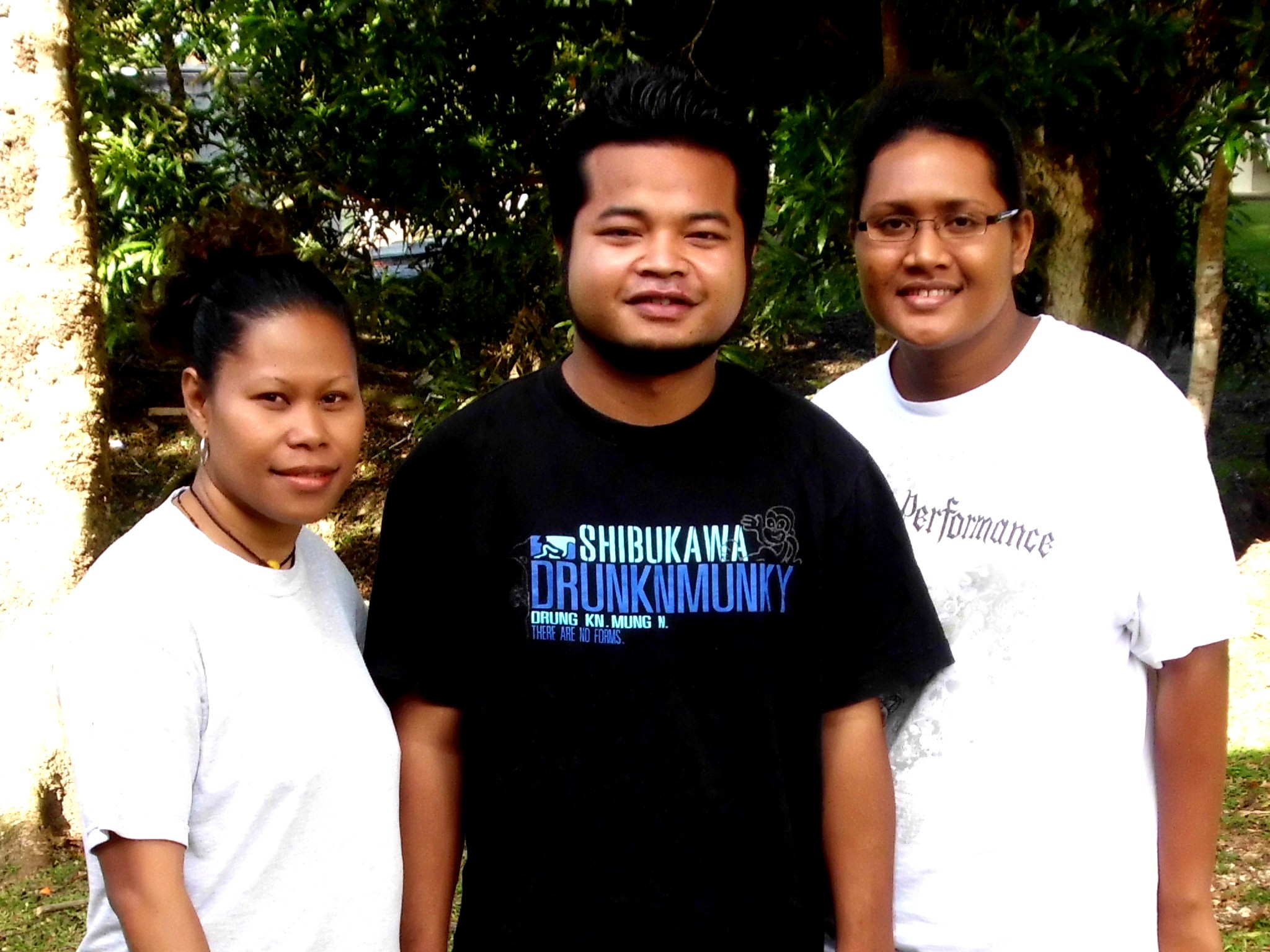
Récipiendaires de lAustralia Awards Scholarships de 2013 : Bertha des États fédérés de Micronésie, Rendy des Îles Marshall et Joren des Palaos sur le site de l'Université du Pacifique sud à Suva aux Fidji.

L'Australie est l'un des premiers pays à avoir reconnu les États fédérés de Micronésie et l'un des quatre à avoir un ambassadeur résident. Son ambassadeur actuel est George Fraser. Les relations diplomatiques ont débuté le 6 juillet 1988.
Le président John Haglelgam effectue une première en visite officielle en Australie en octobre 1988. L'Australie a dans le cadre de son « Programme de bateaux de patrouille du Pacifique » fourni des navires de patrouille de la « classe Pacifique » afin que le pays puisse assurer la surveillance maritime, l'application de la loi, les opérations de secours d'urgence, l'arrestation et la prévention des menaces liées à la sécurité maritime ainsi que la fourniture des services gouvernementaux nécessaires aux îles éloignées,. En 2012, elle a également financé 
un programme éducatif en science à destination d'étudiants pohnpéien. La même année, le président micronésien Joseph Urusemal appréciant l'assistance australienne déclare : « L'Australie a été très utile au cours de ces dernières années ». En 2013, David Panuelo, membre du Congrès micronésien, s'est rendu en Australie pour discuter de la coopération bilatérale dans le sport à destination des jeunes. Les étudiants des États fédérés de Micronésien peuvent concourir aux Australia Awards Scholarships.

### Canada
Le Canada, avec lequel les relations diplomatiques ont débuté le 3 mars 1998, soutient des projets communautaires par l'entremise du Fonds canadien d'initiatives locales administré par le Haut-commissariat du Canada en Australie. Le Canada fournit également un appui institutionnel à long terme aux organisations multilatérales et mondiales qui sont présentes dans le Pacifique.

### Chine

#### Historique des relations
Les relations diplomatiques entre la Chine et les États fédérés de Micronésie débutent officiellement le 11 septembre 1989. L'ambassadeur d'Australie Zhang Zai est également nommé ambassadeur des États fédérés de Micronésie le mois suivant,,. Un premier ambassadeur dédié s'installe dans la capitale Palikir en juin 1991. L'ambassadeur actuel est Huang Zheng. Dans un premier temps, l'ambassadeur des États fédérés de Micronésie à Tokyo au Japon est également ambassadeur des États fédérés de Micronésie en Chine. Mais, en 2007, le pays installe une ambassade à Pékin. L'actuel ambassadeur des États fédérés de Micronésie à Pékin est Vincent Sivas.

#### Nature des relations
La République populaire de Chine entretient d'étroites relations avec les États fédérés de Micronésie tant en termes de commerce que d'aide étrangère. Ces relations s'intègrent dans une politique de concurrence diplomatique en Océanie entre la République populaire de Chine et la République de Chine (Taiwan). Conformément à la politique d'une seule Chine, il n'est pas possible pour aucun pays de maintenir des relations diplomatiques officielles avec « les deux Chines ». La reconnaissance de l'un ou l'autre s'accompagne d'une aide économique,,. En 2003, la République populaire de Chine communique qu'elle a l'intention de renforcer ses relations diplomatiques avec les membrs du Forum des îles du Pacifique et d'accroître le programme d'aide économique qu'elle lui fournit. En échange, les membres du Forum des îles du Pacifique doivent s'abstenir de tout échange de nature officielle avec Taiwan. En avril 2006, le premier ministre chinois Wen Jiabao annonce renforcer la coopération économique avec les états insulaires du Pacifique en fournissant plus d'aide économique, en abolissant les taxes sur les exportations des pays les moins avancés du Pacifique, en annulant la dette contractée par ces pays auprès de la Chine, en distribuant des médicaments antipaludiques gratuits et en fournissant une formation à deux mille officiels et membres du personnel des gouvernements insulaires du Pacifique,. Il cite la Papouasie-Nouvelle-Guinée, les Samoa et les États fédérés de Micronésie comme une destination approuvée pour les touristes chinois. L'aide financière est aussi le moyen pour la Chine s'accroître sa sphère d'influence. Elle a fourni plus de 80 millions de dollars entre 1990 et 2012, une somme importante pour les États fédérés de Micronésie dont le PIB est de seulement 238 millions de dollars en 2008 Cet apport d'argent inquiète une partie de la population au sujet de son indépendance mais aussi les autres puissances régionales comme l'Australie et la nouvelle-Zélande, mais surtout les États-Unis dont les aides financières aux États fédérés de Micronésie diminuent régulièrement et qui craignent la fin du Traité de libre-association, qui pourrait intervenir en 2018 à la demande du gouvernement micronésien, et donc la perte de lignes stratégiques de défense et de communications maritimes.
Les projets d'aide chinois ont inclus, entre autres, l'agrandissement du Centre national d'aquaculture en 1997 à Kosrae, la maintenance et le développement du projet Pilot Farm à Madolenihmw qui assure la culture de nombreuses variétés de légumes, la construction du gymnase FSM-China Friendship Sports center — aussi appelé COM-FSM National Campus Gymnasium complex — pour les Jeux de la Micronésie en 2002, pour un coût d'un peu plus de 5 000 000 $, et sa rénovation pour l'édition de 2014,,. La Chine entretient une importante flottille de bateaux de pêche pour le thon, a financé une expansion du terminal de l'aéroport international de Chuuk en 2009/2010,, une installation de biogaz pour la OWHA Christian High School à Madolenihmw en avril 2009, financé au cours des années 2000 la construction de bâtiments pour abriter la Commission du thon du Pacifique occidental, les services administratifs de l'État de Pohnpei, la construction des résidences officielles du président, du vice-président et du président du Congrès des États fédérés de Micronésie, la construction de la Kosrae High School à la fin des années 2000,,. La Chine offre chaque année des bourses d'études d'enseignement supérieur dans la province du Zhejiang en Chine à des étudiants micronésiens.
En 2007, la Chine est le troisième partenaire commercial des États fédérés de Micronésie, après les États-Unis et le Japon, un fait marqué par l'augmentation rapide des échanges entre les deux pays. L'ambassadeur de Chine Zhang Weidong a observé lors du 20e anniversaire des relations entre les deux pays que les échanges entre la Chine et les États fédérés de Micronésie étaient passés de « presque zéro à 9,5 millions de dollars en 2007 ».
La municipalité de Sokehs a signé le 15 août, en présence du gouverneur de l'État de Pohnpei Marcello Peterson, un accord de jumelage avec la ville de Zhongshan, dans la province du Guangdong en Chine. Des échanges sont espérés au niveau du tourisme, de la culture et de l'économie.

### Cuba
Les États fédérés de Micronésie sont l'un des dix pays du Pacifique à avoir envoyé un membre du gouvernement à la première réunion ministérielle Cuba-Îles du Pacifique, tenue à La Havane en septembre 2008. L'objectif de la réunion était de discuter du renforcement de la coopération entre ces pays et Cuba en matière de santé, de sport et d'éducation. Son sujet principal était toutefois de parler du changement climatique, de la lutte contre les catastrophes naturelles et de la crise alimentaire et énergétique. Les participants se sont entendus sur la nécessité de réformer les Nations unies pour mieux combattre ces phénomènes,. Des relations diplomatiques n'ont été officiellement nouées que le 9 septembre 2015.

### États-Unis d'Amérique

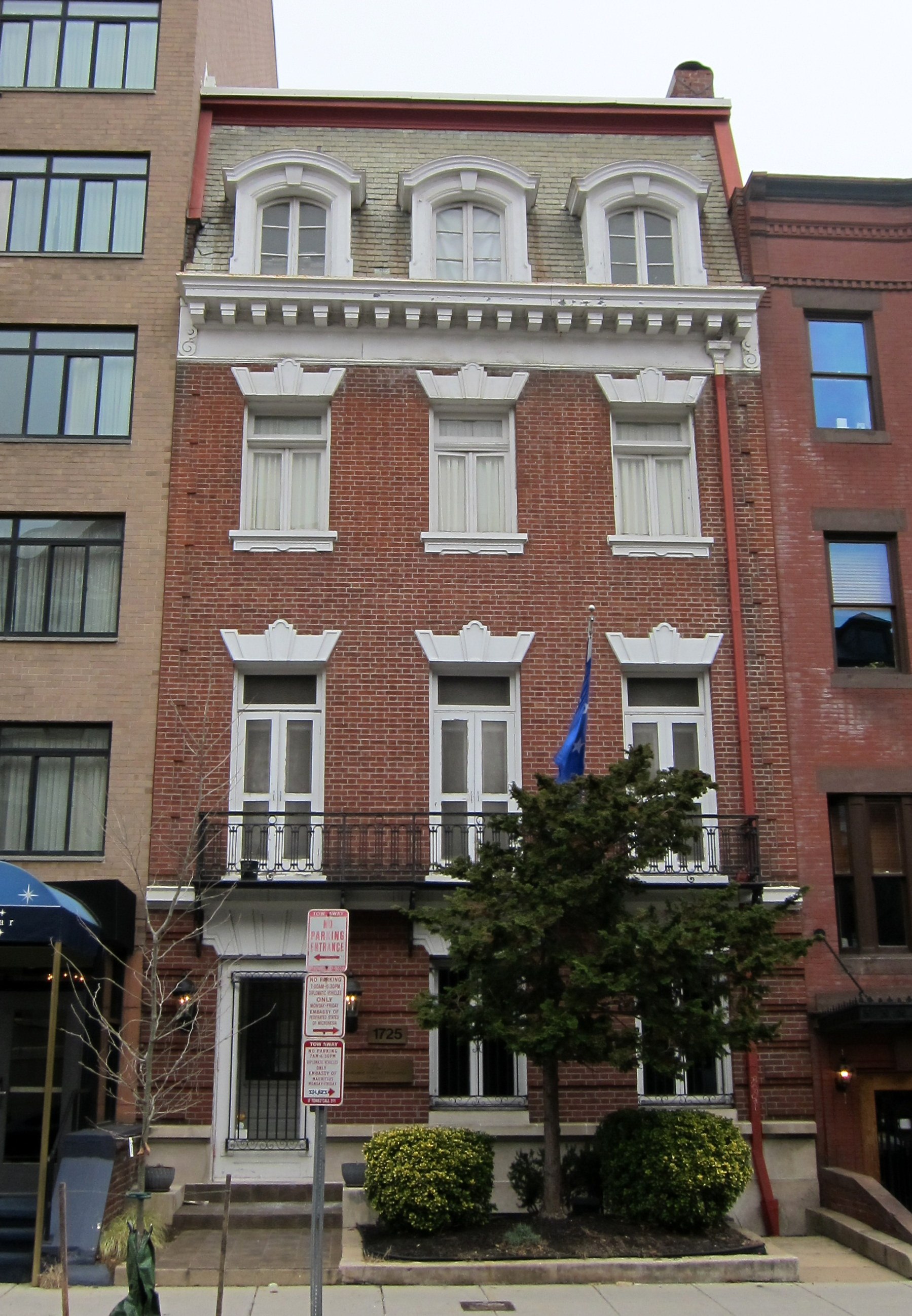
Ambassade des États fédérés de Micronésie à Washington.

En 1944, les îles Carolines passent sous le contrôle des États-Unis, qui les administrent en tant que Territoire sous tutelle des îles du Pacifique, dans le cadre d'un mandat de l'ONU reçu en 1947. Tout au long des années 50 et 60, les États-Unis élaborent et mettent en œuvre le code civil et les mécanismes actuels qui sont à la base de la gouvernance dans les États fédérés de Micronésie. À la fin des années 1970, les différentes régions de la Micronésie accèdent à une autonomie avancée. Celles regroupées dans les États fédérés de Micronésie accèdent à l'indépendance en 1986, la même année que l'approbation par le parlement américain du Traité de libre-association, renouvelé pour 20 ans en 2003, accord liant les îles Marshall, les Palaos et les États fédérés de Micronésie avec les États-Unis. D'une très grande importance géostratégique pour les américains, il est jugé déséquilibré pour les micronésiens par le politologue américain moscovite Andrew Korybko.
Le gouvernement des États fédérés de Micronésie est financé à hauteur d'environ 65 % par le Traité de libre-association,,. De 1987 à 2003, les États fédérés de Micronésie ont reçu plus de 1,5 milliard de dollars d’aide au titre du premier pacte et reçoivent toujours une aide économique dans le cadre du second. Les États-Unis gèrent également dans ce cadre les questions relatives à la défense et aux affaires étrangères et autorisent les citoyens micronésiens à vivre, travailler et étudier dans n’importe quelle partie des États-Unis sans visa. Ils ont en contrepartie accès à la terre, à l’espace aérien et à la mer des États fédérés de Micronésie à des fins militaires, permettant un accès stratégique aux lignes de communication qui s'étendent à la mer de Chine orientale et méridionale,,. Un nombre important de micronésiens se sont enrôlés dans l'armée américaine.
Le politologue américain moscovite Andrew Korybko juge que le traité américain condamne les micronésiens à une perpétuelle misère et les intègre à des considérations géostratégiques de type guerre froide. D'après le journaliste guaméen Mar-Vic Cagurangan, il existe un sentiment d'amour-haine envers les États-Unis. En 2011, une résolution parrainée par le sénateur Peter Christian au Congrès des États fédérés de Micronésie a eu pour objectif d'obtenir la résiliation du Pacte. Élu président en mai 2015, il a changé d'avis et déclaré que les États fédérés de Micronésie restent engagés dans cette relation bilatérale. Le 19 novembre 2015, la délégation de Chuuk au Congrès a parrainé une résolution identique à celle de 2011. Le non-renouvellement du Traité, en 2023, priverait la marine américaine de ses droits et pourrait permettre à la Chine, qui porte un très grand intérêt à la région de Micronésie, et qui a les moyens politiques et financiers de transformer les trois pays micronésiens signataires du Traité en États-providence, de nouer des accords pour y faire circuler ses navires.
Durant le second semestre 2017, des militaires américains du Seabee sont venus prêter main-forte aux populations de l'île de Falalop, touchées par le typhon Maysak, en construisant un abri contre le soleil près de l'aéroport, un centre culturel pour les filles et un autre pour les garçons.

### Inde
L'Inde et les États fédérés de Micronésie entretiennent des relations diplomatiques depuis le 29 novembre 1996. La mission diplomatique indienne à Manille aux Philippines est chargée des relations avec le pays. L'Inde donne annuellement 200 000 $ dans le cadre du Forum de coopération Inde-Îles du Pacifique (en) créé en 2014. Elle accorde chaque année trois bourses au sein du Indian Technical and Economic Cooperation. Elle a également offert 48 796 $ pour l'achat de machines pour l'extraction de l'huile de noix de coco vierge en 2005, 73 145 $ pour l'acquisition de machines pour l'industrie de la noix de coco en 2009, 100 000 $ pour un projet de modernisation et d'augmentation de la production d'huile brute de noix de coco en 2011, 200 000 $ pour le programme de recensement des activités agricoles du Gouvernement micronésien en 2015.
En retour, la Micronésie apporte son appui à l'Inde. Elle a ainsi soutenu les candidatures indiennes auprès des organisations internationales et au siège non permanent de l'UNSC en 2011-2012.
Le commerce entre l'Inde et les États fédérés de Micronésie est très peu important. Les exportations indiennes s'élèvent à 230 000 $ en 2014-2015 contre 570 000 $ en 2013-2014. Les États fédérés de Micronésie n'ont exporté qu'environ 10 000 $ en direction de l'Inde en 2013-2014. En janvier 2016, trente-sept indiens vivent en Micronésie.

### Israël
Les États fédérés de Micronésie et Israël entretiennent des relations diplomatiques depuis le 23 novembre 1988. Le pays est un allié étroit d'Israël auprès des Nations unies et d'autres organisations internationales, en particulier sur les résolutions qui critiquent Israël. Selon le gouvernement, ce soutien est d'une part la conséquence de la tradition judéo-chrétienne de la société micronésienne donc favorable à un retour juif en terre d'Israël, d'autre part que ce pays est le premier à avoir reconnu les États fédérés de Micronésie et qu'il a appuyé son adhésion à l'ONU. Des intérêts économiques expliquent également ces relations,. Ainsi que l'a déclaré un diplomate micronésien en 1998 : « Nous avons besoin de l'expertise israélienne, donc je ne vois pas de changement dans notre politique de sitôt »,. Des organisations juives fournissent également une aide. Avant 2010, le Comité juif américain a ainsi offert une assistance humanitaire aux victimes de catastrophes naturelles dans les États fédérés de Micronésie et a collaboré avec d'autres organisations pour faciliter les échanges culturels et l'envoi de médecins et d'ophtalmologistes.
En 2000, lors d'une visite d’État effectuée en Israël par le président Leo A. Falcam, les deux pays ont signé un « Protocole de coopération » pour exprimer les chaleureuses relations entre les deux pays et l'appréciation d'Israël du soutien sans réserve qu'il reçoit des États fédérés de Micronésie à l'ONU.
En 2009, à New York, en marge de la 64e session de l'Assemblée générale des Nations unies, le Comité juif américain et le président des États fédérés de Micronésie Emanuel Mori se sont entretenus de l'amélioration de la santé et de l'éducation, de l'acquisition d'une connectivité à haut-débit par câble de fibre optique essentielle aux objectifs socio-économiques, spécialement dans le domaine de la santé, de l'éducation et du développement du secteur privé. Ils ont également abordé le sujet de l'expertise susceptible d'être fournie par le Comité quant à la renégociation du Traité de libre-association. Le vice-président du Comité, l'ambassadeur Peter R. Rosenblatt, était l'ancien négociateur en chef des États-Unis lors de l'élaboration du pacte sous l'administration de Jimmy Carter. Le Comité assume un rôle de « point de connexion informel » dans la relation « triangulaire » entre les États fédérés de Micronésie, Israël et les États-Unis. Des réunions régulières ont lieu entre les représentants micronésiens et les membres de ce comité.
Au milieu du mois de janvier 2010, lors d'une cérémonie de présentation de lettres de créances de plusieurs ambassadeurs, Peres a remercié l'ambassadeur de Micronésie (non-résident), Yosiwo P. George, pour « l'amitié durable de son pays et son soutien exceptionnel » : « Je ne connais pas la taille de votre pays, mais je connais la taille de votre amitié ». L'ambassadeur George a répondu que la Micronésie et Israël partageaient « des valeurs et des intérêts »,. Quelques jours plus tard, le président micronésien Emanuel Mori réalise une visite d'État en Israël à l'instigation d'un association de juifs américains. À cette occasion, le président israélien Shimon Peres a décrit la Micronésie comme « l'un des plus grands amis d'Israël ». Mori a pu discuter avec son homologue de « la vulnérabilité des îles du Pacifique aux impacts du changement climatique » et des moyens d'y remédier,. Cette visite a été l'occasion de demander à nouveau de l'assistance en matière d'agriculture, de formation technique et de formation en soins de santé. Israël a déjà fournit des experts dans les domaines de la culture des agrumes, des techniques d'irrigation, mais également envoyé des techniciens médicaux pour dispenser des formations en radiologie et offert des bourses d'études dans des collèges israéliens.

### Japon
Le Japon et les États fédérés de Micronésie nouent des relations diplomatiques le 5 août 1988. Les dirigeants politiques japonais et micronésiens se sont fréquemment rencontrés : quatorze délégations officielles japonaises sont venues aux États fédérés de Micronésie depuis 1991 dont la moitié depuis 2011 et trente-cinq visites micronésiennes à destination du Japon, la plupart présidentielles, sont enregistrées depuis 1989. Le Japon est le deuxième plus grand donateur après les États-Unis, avec 277 300 000 $ donnés jusqu'en 2014 dont 18 440 000 $ sous forme de prêts, 102 110 000 $ comme assistance technique et 158 060 000 $ de donations,. Il a par exemple été octroyé entre 2002 et 2004 environ 8 300 000 $,  et 7 700 000 $ pour la construction de routes côtières sur l'île de Pohnpei et l'île de Yap, en 2007 environ 26 000 000 $ pour l'amélioration de l'aéroport international de Pohnpei, et près de 6 500 000 $ pour la rénovation de la chaussée de Weno Harbor reliant l'aéroport à l'île de Pohnpei , en 2009 et 2016 environ 15 500 000 $ pour des programmes énergétiques en grande partie pour l'État de Kosrae,, en 2013 10 000 000 $ pour l'amélioration des services postaux domestiques.

### Nouvelle-Zélande
La Nouvelle-Zélande n'entretient que peu de relations avec les États fédérés de Micronésie et ce depuis le 30 juin 1988. En 2014, son ministre des affaires étrangères Murray McCully visite Pohnpei à l'occasion de la Réunion des ministres de l'économie du Forum des Îles du Pacifique. Le président Emanuel Mori et des sénateurs ont fait le voyage en Nouvelle-Zélande en 2011 et 2013 à l'occasion de réunion internationales. La Nouvelle-Zélande soutient les États fédérés de Micronésie à travers le Fonds de développement du Pacifique Nord, administré par le Consulat général d'Honolulu à Hawaï. Il finance des projets gérés localement jusqu'à concurrence de 75 000 $ par projet. Les financements ciblent prioritairement l'éducation et le renforcement de la résilience. Le Fonds investit également dans des activités qui soutiennent le revenu et la création d'emplois, la formation, la gestion des catastrophes et le développement communautaire.

### Union Européenne
L'Union européenne a alloué plus de 31 millions d'euros depuis 2000 pour la réduction des risques de catastrophes naturelles et la protection de l'environnement. Ces financements ont servi à la rénovation des centres d'opérations d'urgence dans chacun des quatre états, à l'établissement d'un centre de contrôle dans la capitale Palikir, à l’installation de systèmes d'alerte précoce, à la mise en place de réservoirs d'eau pour la récolte de l'eau de pluie, à la réhabilitation d'un puits communautaire, à l'évaluation des sources d'eau souterraine pour les communautés des îles extérieures de l'État de Yap. L'Union européenne a également fourni des financements pour le développement énergétique durable afin d'accroître l'accès à l'électricité pour environ 2 500 ménages (près de 20 % de la population). Les énergies renouvelables sont une priorité du plan de financement 2014-2020 puisque 84 % du budget (12 000 000 €) y est consacré contre 9 % (1 200 000 €) et 7 % (1 000 000 €) pour des mesures de soutien et des actions pour la société civile.

## Appartenance à des organisations internationales
Les États fédérés de Micronésie ont été admis aux Nations unies le 17 septembre 1991. Ils sont membres ou participants de l'Organisation des Nations Unies pour l'alimentation et l'agriculture, du G-77, du Mouvement des pays non-alignés, de la Convention Pays d'Afrique, Caraïbes et Pacifique (Convention de Lomé), de l'Alliance des petits États insulaires, du Forum des Îles du Pacifique, de la Commission économique et sociale pour l'Asie et le Pacifique, de la Banque asiatique de développement, du Fonds Monétaire International, de la Banque internationale pour la reconstruction et le développement, de la Société financière internationale, de l'Association internationale de développement, de l'Organisation de l'aviation civile internationale, de l'Union internationale des télécommunications, de l'Organisation météorologique mondiale, du Mouvement international de la Croix-Rouge et du Croissant-Rouge et du Comité international olympique. Le pays appartient aussi à la Communauté asiatique et pacifique de la noix de coco (en) qui s'occupe de la promotion, de la coordination et de l'harmonisation des activités relatives à l'industrie de la noix de coco. Il en a accueilli une réunion ministérielle de quatre jours en mars 2014.
Les États fédérés de Micronésie ne sont pas membres de l'Organisation maritime internationale ni même de l'Union postale universelle. Enfin, comme pour beaucoup d'autres pays d'Océanie, le pays n'est pas membre d'Interpol ou de l'Organisation hydrographique internationale.